# Прибиш, Даниэль
Даниэль Прибиш (словац. Daniel Pribiš; 1580-е или 1570-е, Липтовска-Тепла, Ружомберок — 1645, Спишски-Гргов) — словацкий поэт эпохи гуманизма и ренессанса.

## Биография
Родился в семье протестантского священника. С 1611 года служил протестантским пастором в Прибилине, с 1624 года и вплоть до своей смерти был священником в местечке Спишски-Гргов.

## Творчество
Является одним из представителей словацкого возрождения в области духовной литературы. Свои духовные песни и молитвы публиковал в переводе Катехизиса Д. М. Лютера. 
Это были как переведённые чешские, немецкие и латинские песни, так и оригинальные словацкие тексты, которые являются наиболее ценными из всех его произведений. так как в них описаны конкретная среда, ситуация в обществе, экономические и социальные противоречия того времени.

## Произведения
- Písně duchovní